# Ejler Madsen Bølle
Ejler Madsen Bølle (død 13. eller 16. april 1501) var biskop i Århus Stift 1482-91. Han var ærkedegn i Århus Domkapitel, da han efter biskop Jens Iversen Langes død i 1482 blev valgt til biskop. Han blev senere indviet, formodentlig af ærkebiskop Jens Brostrup i 1483. 
Ejler Madsen Bølle havde mange stridigheder med byen Aarhus, og 1489 førtes en sag mellem ham og kong Hans: «om Trætte og Dele, som dennem imellem haver været af lang Tid, om Manddrab, Plovfred, Vold, Hærværk, Tingfred og desligeste om den Mand, som slagen blev ved sin Plov imod vor naadige Herres (Kongens) Beskjærmelsebrev». 
Biskoppen havde ikke personligt gjort alt dette, men åbenbart havde hans folk, og spørgsmålet var, om det ikke var sket med hans vidende og vilje. I disse sager findes forklaringen på, hvad Skibbykrøniken ytrer om denne biskop: 
«Fordi han var kommen paa Kant baade med Kongen og Folket, og fordi han ikke besad nogen Klogskab, blev han efter faa Aars Forløb (1491) nødt til at nedlægge Bispeembedet og overdrage det til Niels Clausen, Kannik i Roskilde». 
Madsen Bølle tilbragte resten af sit liv på Silkeborg Slot, som tilhørte Århus Bispestol. Han ligger begravet i Århus Domkirke, hvor han senere mindedes, fordi han der havde indstiftet en gudstjeneste, der skulle foregå hver torsdag: «instituit antiphoniam Melchizedech in honorem corporis Christi omni feria qvinta decantari».